# Tona-Gura!
Tona-Gura! (となグラ!) est un manga comédie romantique écrit par Hidetaka Kakei. Il a été prépublié entre janvier 2004 et juillet 2011 dans le magazine Monthly Comic Rush de l'éditeur Jive, et a été compilé en un total de treize volumes. Le titre non abrégé est "となり暮らし、グラフティ", ce qui pourrait se traduire par "La vie entre voisins, Graffiti".
La série a également été adaptée en une série télévisée d'animation produite par le studio Daume et diffusée entre juillet et septembre 2006.

## Synopsis
Les sœurs Arisaka (Hatsune et Kazuki) et les enfants Kagura (Yuuji et Marie) étaient voisins quand ils étaient tout jeunes. Leurs balcons étant très proche à l'étage, ils s'y amusaient souvent ensemble. Mais un jour les Kagura déménagèrent et ils furent séparés.
Dix ans plus tard, les Kagura déménagent de nouveau à côté. Yuuji est devenu un obsédé et Marie est devenu une maniaque de la gâchette...

## Personnages

### Personnages principaux
Yuuji Kagura (神楽勇治, Kagura Yuuji)
Doublé par Hiroyuki Yoshino
Héros de l'histoire. Il est très attiré par la gent féminine et ne peut s'empêcher d'espionner Kazuki quand elle se change et lui sauter dessus. Il est aussi secrètement amoureux d'elle.
Kazuki Arisaka (有坂香月, Arisaka Kazuki)
Doublé par Akemi Kanda
Héroïne de l'histoire. Elle est lycéenne et est secrètement amoureuse de Yuuji, son ancien voisin et ami d’enfance.
Hatsune Arisaka (有坂初音, Arisaka Hatsuné)
Doublé par Sayaka Ohara
Grande sœur de Kazuki. Elle fait tout pour que Kazuki et Yuuji se mettent ensemble.
Marie Kagura (神楽まりえ, Kagura Marié)
Doublé par Erino Hazuki
Petite sœur de Yuuji. Elle ne peut s'empêcher de frapper son frère ou de le fusiller avec des flashball ou paintball à chaque fois qu'il fait quelque chose d’obscène.

### Personnages secondaires
Mère des Kazuki (香月のお母さん, Kazuki no okāsan)
Doublé par Eri Nakao
Mère de Kazuki et Hatsune.
Arisaka-san (有坂さん)
Doublé par Kenta Miyake
Père de Kazuki et Hatsune, il est paléontologue.
Kagura-san (神楽さん)
Doublé par Keiji Fujiwara
Père de Marie et Yuuji.

## Manga
1. Publié le 13 décembre 2004 —  (ISBN 978-4-86176-054-9)
2. Publié le 13 juin 2005 —  (ISBN 978-4-86176-159-1)
3. Publié le 15 janvier 2006 —  (ISBN 978-4-86176-266-6)
4. Publié le 15 juillet 2006 —  (ISBN 978-4-86176-311-3)
5. Publié le 15 janvier 2007 —  (ISBN 978-4-86176-364-9)
6. Publié le 15 septembre 2007 —  (ISBN 978-4-86176-429-5)
7. Publié le 15 mars 2008 —  (ISBN 978-4-86176-498-1)
8. Publié le 13 octobre 2008 —  (ISBN 978-4-86176-574-2)
9. Publié le 14 juin 2009 —  (ISBN 978-4-86176-673-2)
10. Publié le 13 décembre 2009 —  (ISBN 978-4-86176-739-5)
11. Publié le 15 juillet 2010 —  (ISBN 978-4-86176-776-0)
12. Publié le 13 décembre 2010 —  (ISBN 978-4-86176-806-4)
13. Publié le 15 juillet 2011 —  (ISBN 978-4-86176-853-8)

## Anime

### Liste des épisodes
Les titres en français ne sont que les traductions des titres originaux, n'ayant aucune adaptation française à ce jour.
| No | Titre français                                   | Titre japonais             | Titre japonais                         | Date de 1re diffusion |
| No | Titre français                                   | Kanji                      | Rōmaji                                 | Date de 1re diffusion |
| -- | ------------------------------------------------ | -------------------------- | -------------------------------------- | --------------------- |
| 1  | 30cm d'Amour Non Partagé                         | 30センチの片思い           | 30senchi no kataomoi                   | 8 juillet 2006        |
| 2  | La Distante Kazuki et le Tablier de la Tentation | ツンツン香月と誘惑エプロン | Tsuntsun Kazuki to Yūwaku epuron       | 15 juillet 2006       |
| 3  | Yuuji Intelligent et Kazuki Choqué               | キリッと勇治にドッキリ香月 | Kiritto Yūji ni dokkiri Kazuki         | 22 juillet 2006       |
| 4  | Miaou~                                           | にゃあ〜                   | Nya~                                   | 29 juillet 2006       |
| 5  | Allons nous amuser !!                            | ゼッコーするからっ!!       | Zekko surukara!!                       | 5 août 2006           |
| 6  | Porté Comme une Princesse ?                      | お姫様だっこ?              | Ohimesama dakko?                       | 12 août 2006          |
| 7  | Forte☆Invincible My sister                       | 最強☆無敵マイシスター      | Saikyō☆Muteki mai sisutā               | 19 août 2006          |
| 8  | Kazuki vs Hatsune Duel de Natation ! :           | 香月×初音水泳対決!         | Kazuki x Hatsune suiei taiketsu        | 26 août 2006          |
| 9  | Serais-tu jaloux ?                               | もしかして、ヤキモチ?      | Moshikashite, yakimochi?               | 2 septembre 2006      |
| 10 | Bikini !? Allons-y                               | ビキニだよ?全員集合        | BIKINI dayo? Zenin shugo               | 9 septembre 2006      |
| 11 | Yukata, Feux d'artifice et Bretelle cassée       | 浴衣と花火と切れた鼻緒     | Yukata to hanabi to kireta hanao       | 16 septembre 2006     |
| 12 | Souvenirs d'Il y a Dix Ans et Lettre pour Yuuji  | 勇治への手紙と十年前の記憶 | Yūji e no tegami to jūnen mae no kioku | 23 septembre 2006     |
| 13 | Balcon et Avion en Papier                        | ベランダと紙ひこーき       | VERANDA to kami hikōki                 | 30 septembre 2006     |

### Différences
Il y a quelques différences entre l'anime et le manga :
- L'épisode du bikini (n°10) est similaire au manga mais le déroulement est légèrement différent.
- Il y a convergence avec le manga vers la fin de l'anime (départ de la famille Kagura).

### Musiques
Générique d'ouverture
"DRAMATIC☆GIRLY" par Akemi Kanda, Sayaka Ohara, Erino Hazuki, Misaki Sekiyama et Ayumi Tsuji
Générique de fin
"Aitai Kimochi Kara~Placid Time~" par Akemi Kanda et Sayaka Ohara (épisodes 1 à 12)
"Oh My Darling" par Akemi Kanda (épisode 13)